# Пертоминский Спасо-Преображенский монастырь
Пертоми́нский Спасо-Преображе́нский монасты́рь — упразднённый православный мужской монастырь, находившийся в посёлке Пертоминск Архангельской области. Располагался в Архангельском уезде Архангельской губернии, на мысе Белого моря, под названием «Красный Рог», на восточном берегу Унской губы, в 118 верстах (около 125 км) к северу от Архангельска.

## История

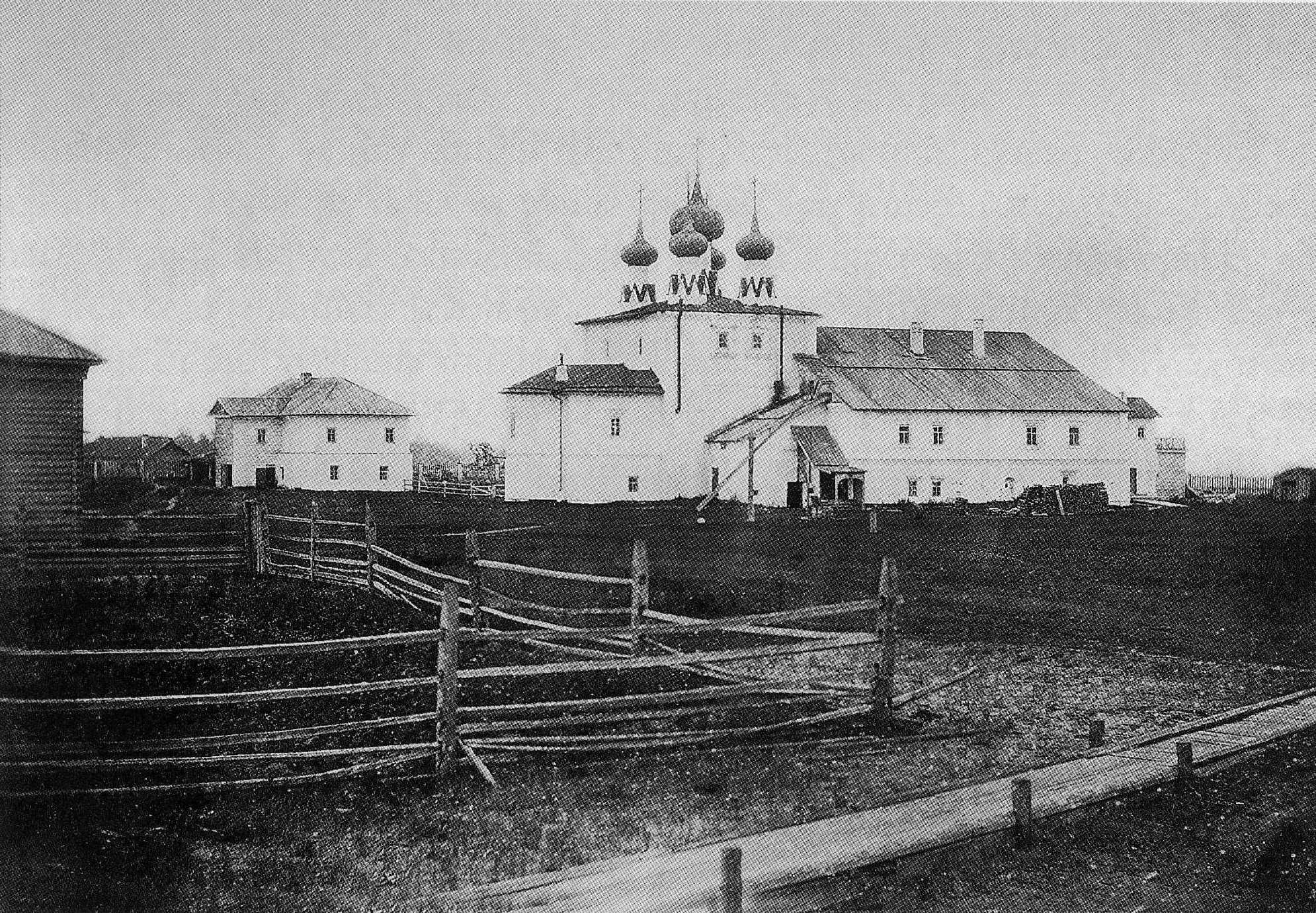
Церковь, где находились мощи Вассиана и Ионы. 1886 год.

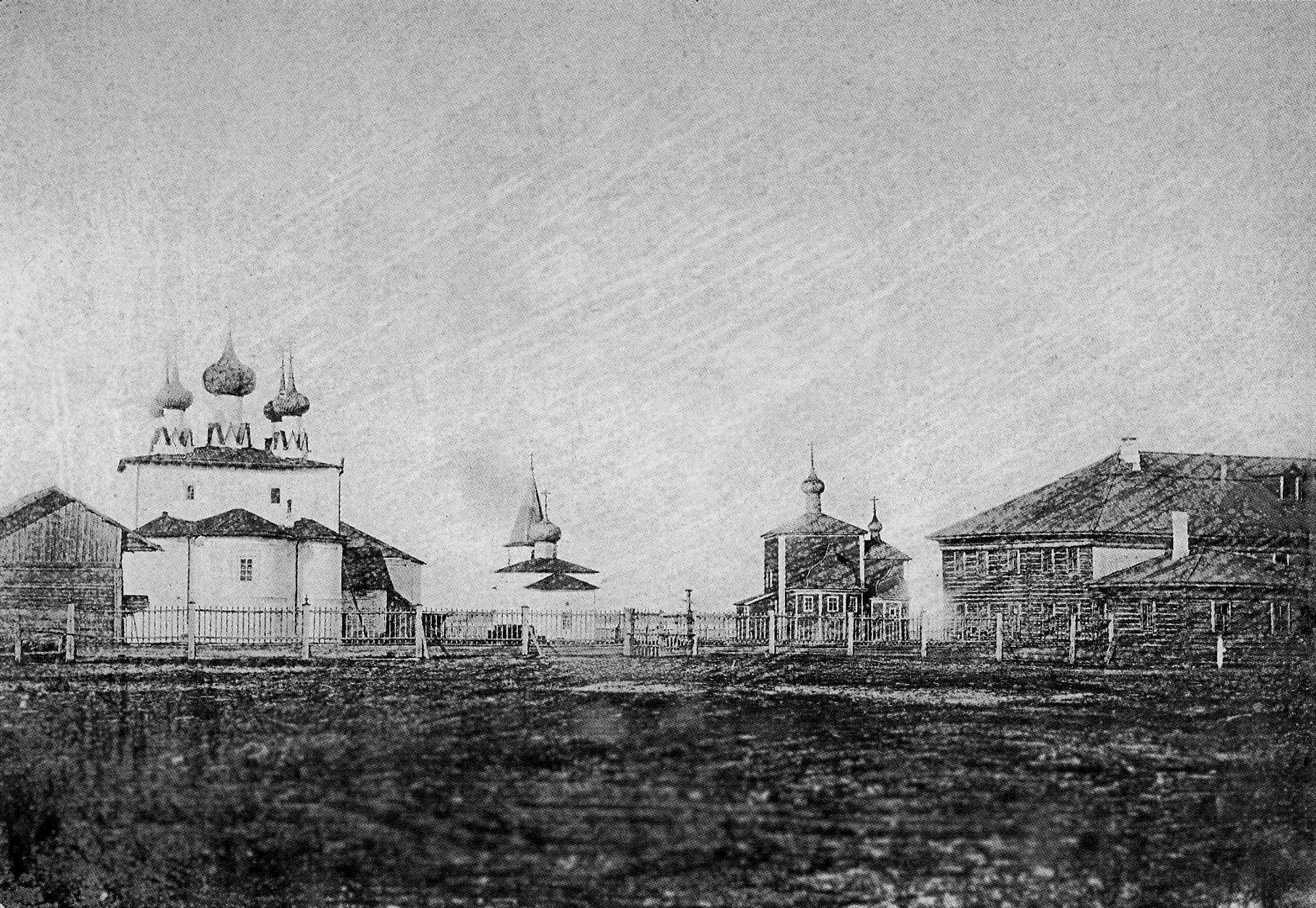
Вид с восточной стороны. 1886 год.

На месте будущего монастыря были погребены утонувшие здесь в 1561 году во время ловли Соловецкие иноки святые Вассиан и Иона. В 1599 году над их могилами старец Троице-Сергиева монастыря поставил часовню, после чего к этому месту стали стекаться паломники и жертвовать на устройство святыни.
Датой основания монастыря считается 1617 год, когда около часовни инок Александро-Свирского монастыря Иоасаф поставил себе келью и привлёк своей подвижнической жизнью ещё большее количество паломников. Вскоре вокруг Иоасафа сложилась монашеская община.
В 1655 новый монастырь был приписан к Онежскому Крестному монастырю, а уже в 1675 году он стал самостоятельным.
Монастырь посетил император Пётр I, где в храме Преображения 5-го июня 1694 года принёс благодарственное моление за чудесное избавление его от сильной бури в Белом море. Пертоминская обитель была тогда щедро награждена царём. В присутствии императора и архиепископа Холмогорского Афанасия тогда же состоялось обретение мощей святых соловецких иноков, которые были положены в Преображенском храме.
На месте своего спасения на берегу Петр I поставил крест около трёх метров высотой, на котором собственноручно вырезал надпись:

DAT KRUIS MAKEN KAPTEIN PITER VAN А СНТ.
1694. (этотъ крестъ сдѣлалъ капитанъ Петръ въ лѣто Христово 1694)
Мощи святых Вассиана и Ионы покоились в Преображенском храме до 1814 года, после чего были перенесены Зосимо-Савватиевский храм. В 1864 году, 17 марта, была привезена новая рака, работы Верховцева. В 1899 году они были положены в серебряной раке в приделе их имени, в храме Успения Богоматери.
В 1764 году в ходе Секуляризационной реформы монастырь был упразднён, но уже в 1778 году восстановлен. При монастыре на западном Яренгском Рогу находилась спасательная станция.
В 1920 году монастырь был закрыт. Вскоре на его территории начал действовать один из двух первых северных лагерей особого назначения, где по свидетельству очевидцев, большевистскими палачами были утоплены и расстреляны тысячи заключённых. Позже в нём предполагалось разместить коммуну имени Сталина, но в 1929 году разместили трудовую детскую колонию. Тогда снесли все церкви, сильно исказили перестройками другие сооружения.
До нашего времени сохранился монастырский комплекс XVIII — начала XX века. Он состоит из двух двухэтажных зданий и четырёх угловых башен ограды. Также недалеко от монастыря на побережье сохранилась копия креста, установленного Петром I.

## Монастырские постройки

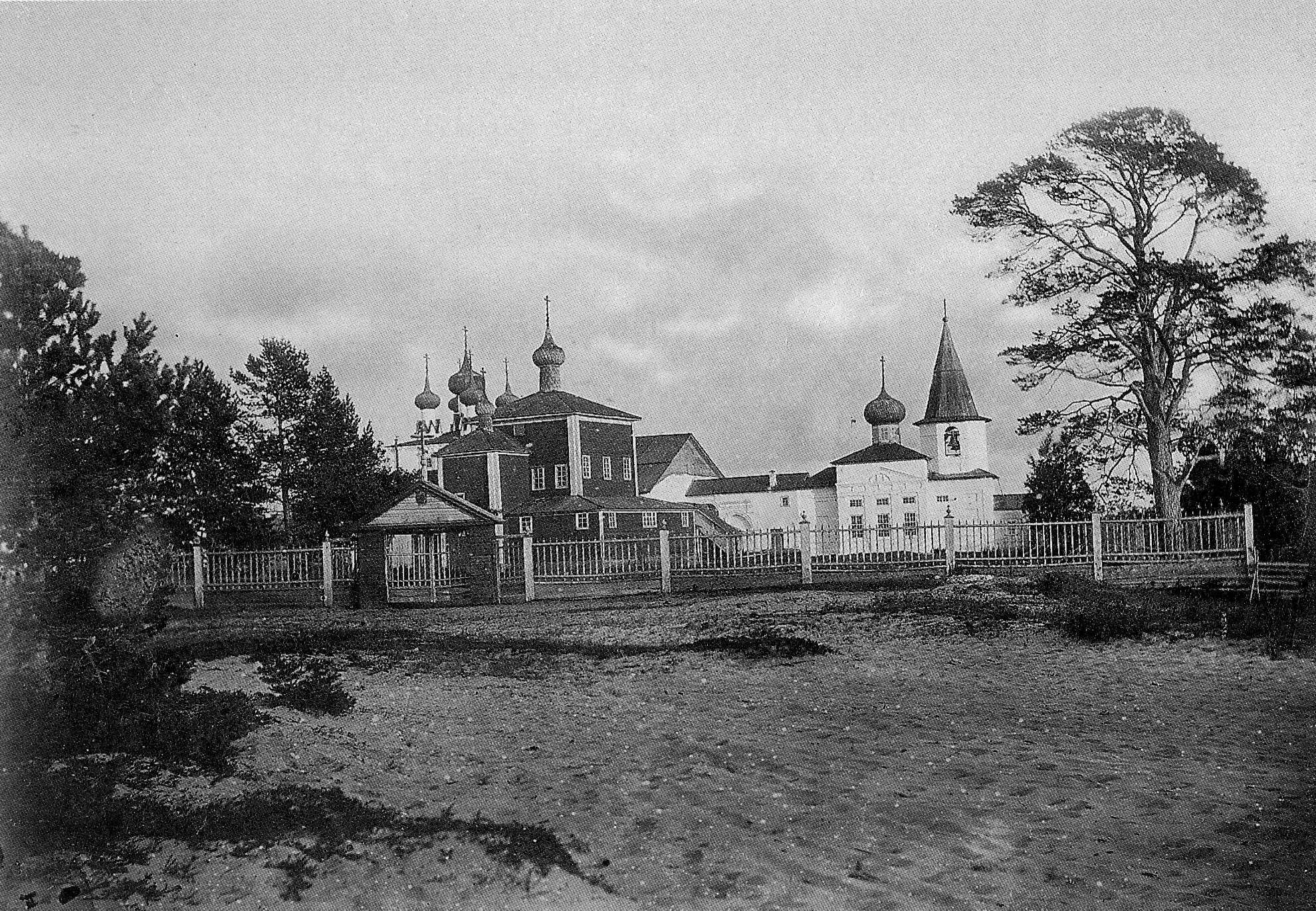
Общий вид монастыря. 1886 год.

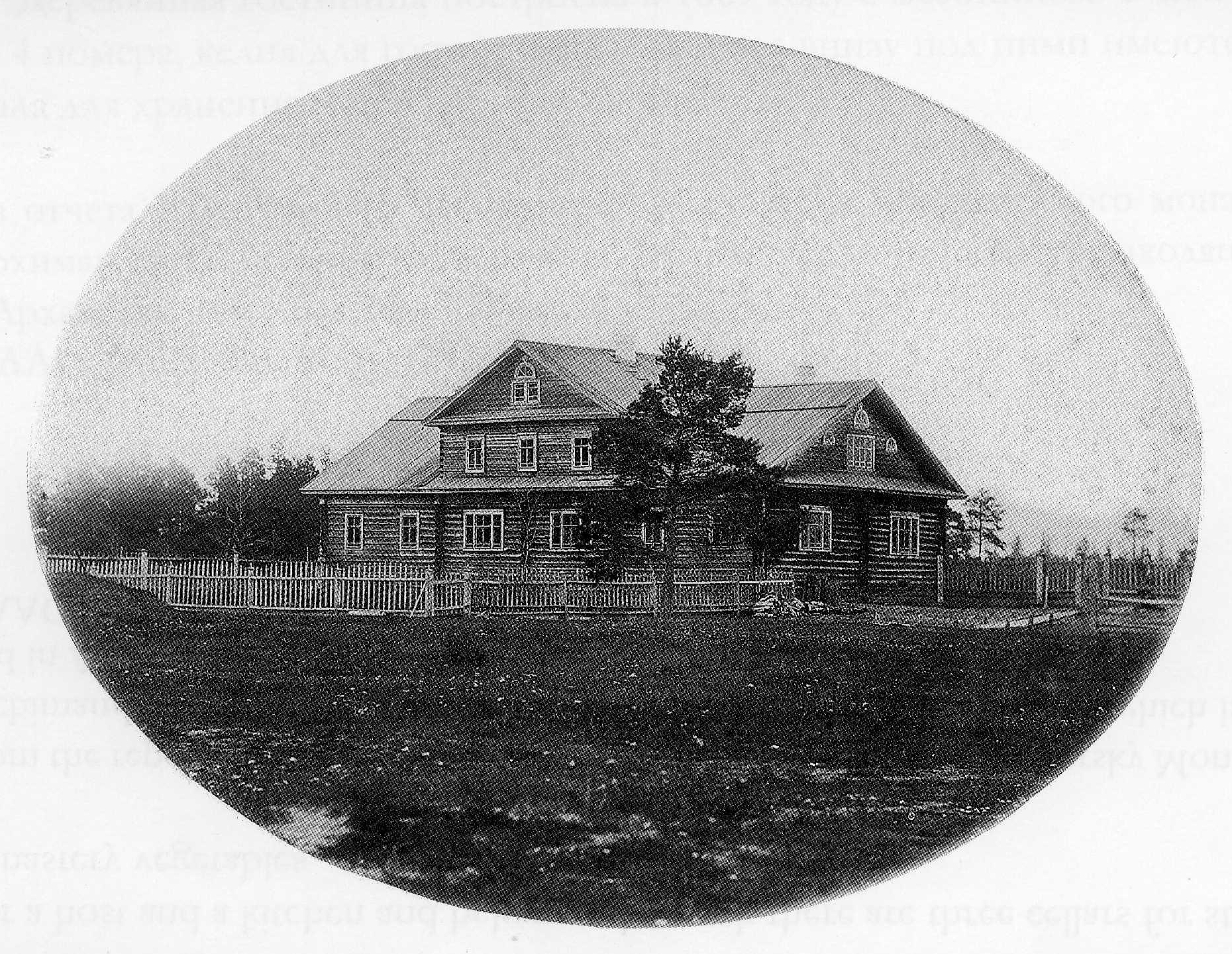
Монастырская гостиница. 1886 год.

На начало XX века в монастыре существовали следующие здания и постройки:
- Деревянный собор в честь Преображения Господня (построен в 1679—1680 гг., освящён в 1684 г.) с приделом великомученика Феодора Стратилата
- Каменный пятиглавый трёхъярусный храм в честь Успения Божией Матери (построен по грамоте и на пожертвование царей Иоанна и Петра в 1683—1692 гг., освящён в 1692 г.)
- Придел Успенского храма во имя преподобных Вассиана и Ионы, пертоминских чудотворцев (построен и освящён в 1899 г.)
- Каменный во имя преподобных Зосимы и Савватия (построен в 1807—1814 гг. и освящён 1814 г.)
- Деревянный в честь Воздвижения Креста Господня (построен и освящён в 1894 г.)
- Гостиница для богомольцев (с 1869 г.)
- Спасательная станция на западном Яренгском роге (с 1897 г.)

Кроме этого в монастыре были конный и скотный дворы, ветряная мельница, кирпичный завод, кузница.